# Doederleinia berycoides
Doederleinia berycoides is een straalvinnige vissensoort uit de familie van acropomaden (Acropomatidae). De wetenschappelijke naam van de soort werd voor het eerst geldig gepubliceerd in 1879 door Hilgendorf.